# كريستوفر ميخائيل
كريستوفر ميخائيل (بالإنجليزية: Christopher Michael )‏ (و. القرن 20  م) هو ممثل، وممثل تلفزيوني، من الولايات المتحدة الأمريكية، ولد في نيويورك.

## وصلات خارجية
- كريستوفر ميخائيل على موقع IMDb (الإنجليزية)
- كريستوفر ميخائيل على موقع أول موفي (الإنجليزية)
- كريستوفر ميخائيل على موقع قاعدة بيانات الفيلم (الإنجليزية)